# Charlie Murphy
Charles Quinton Murphy, detto Charlie (New York, 12 luglio 1959 – New York, 12 aprile 2017), è stato un attore, autore televisivo e sceneggiatore statunitense, maggiormente conosciuto per il suo ruolo nella commedia Chappelle's Show.
Era il fratello maggiore di Eddie Murphy.

## La morte
Malato di leucemia, muore a 57 anni il 12 aprile 2017.

## Filmografia

### Attore

#### Cinema
- Harlem Nights, regia di Eddie Murphy (1989)
- Mo' Better Blues, regia di Spike Lee (1990)
- Jungle Fever, regia di Spike Lee (1991)
- CB4, regia di Tamra Davis (1993)
- The Pompatus of Love, regia di Richard Schenkman (1995)
- The Players Club, regia di Ice Cube (1998)
- Unconditional Love, regia di Steven Rush (1999)
- Paper Soldiers, regia di David Daniel e Damon Dash (2002)
- Death of a Dynasty, regia di Damon Dash (2003)
- Lovesick, regia di Sam B. Lorn (2005)
- King's Ransom, regia di Jeffrey W. Byrd (2005)
- Roll Bounce, regia di Malcolm D. Lee (2005)
- Una notte al museo (Night at the Museum), regia di Shawn Levy (2006)
- Three Days to Vegas, regia di Charlie Picerni (2007)
- Mattie Fresno and the Holoflux Universe, regia di Phil Gallo (2007)
- Unearthed, regia di Matthew Leutwyler (2007)
- Universal Remote, regia di Gary Hardwick (2007)
- Unearthed, regia di Matthew Leutwyler (2007)
- Un nuovo marito per mamma (The Perfect Holiday), regia di Lance Rivera (2007)
- Twisted Fortune, regia di Victor Varnado (2007)
- Bar Starz, regia di Michael Pietrzak (2008)
- The Hustle, regia di Deon Taylor (2008)
- Frankenhood, regia di Blaxwell Smart (2009)
- Matrimonio in famiglia (Our Family Wedding), regia di Rick Famuyiwa (2010)
- Lottery Ticket, regia di Erik White (2010)
- Moving Day, regia di Mike Clattenburg (2012)
- Meet the Blacks, regia di Deon Taylor (2016)

#### Televisione
- Sonny Spoon – serie TV, episodio 2x06 (1988)
- Il bambino che amava il Natale (The Kid Who Loved Christmas), regia di Arthur Allan Seidelman – film TV (1990)
- Martin – serie TV, episodio 3x14 (1995)
- Chappelle's Show – serie TV, 8 episodi (2003-2004)
- One on One – serie TV, episodio 4x05 (2004)
- Nite Tales: The Series – serie TV, episodio 1x06 (2009)
- Are We There Yet? – serie TV, 5 episodi (2010-2012)
- The Cookout 2, regia di Lance Rivera – film TV (2011)
- Hawaii Five-0 – serie TV, episodio 3x15 (2013)
- The Rickey Smiley Show – serie TV, episodio 2x07 (2013)
- Charlie Murphy's Law – serie TV, episodio 1x01 (2014)
- Black Jesus – serie TV, 21 episodi (2014-2015)
- The Comedy Get Down – programma TV, 5 puntate (2017)
- Power – serie TV, 5 episodi (2017)

### Doppiatore
- Grand Theft Auto: San Andreas – videogioco (2004)
- Marc Eckō's Getting Up: Contents Under Pressure – videogioco (2005)
- The Boondocks – serie animata, 10 episodi (2005-2010)
- Thugaboo: Sneaker Madness, regia di Shawn Wayans – film TV animato (2006)
- Thugaboo: A Miracle on D-Roc's Street, regia di Shawn Wayans – film TV animato (2006)
- Norbit, regia di Brian Robbins (2007)
- Freaknik: The Musical, regia di Chris Prynoski – film TV animato (2010)
- Black Dynamite – serie animata, episodi 1x08-2x02 (2012-2014)
- Teenage Mutant Ninja Turtles - Tartarughe Ninja (Teenage Mutant Ninja Turtles) – serie animata, episodio 4x06 (2016)

## Doppiatori italiani
Nelle versioni in italiano dei suoi lavori, Charlie Murphy è stato doppiato da:
- Stefano Pietrosanto Valli in Una notte al museo
- Simone D'Andrea in Hawaii Five-0
- Enrico Pallini in Power

Da doppiatore è sostituito da:
- Marco Guadagno in Norbit
- Massimo Bitossi in The Boondocks